# Płamen Getow
Płamen Cwetanow Getow (bułg. Пламен Цветанов Гетов, ur. 4 marca 1959 w Sungurłare) – bułgarski piłkarz grający na pozycji napastnika. W swojej karierze rozegrał 26 meczów w reprezentacji Bułgarii i strzelił w niej 4 gole.

## Kariera klubowa
Karierę piłkarską Getow rozpoczynał w klubie Spartak Plewen. W sezonie 1977/1978 zadebiutował w jego barwach w drugiej lidze bułgarskiej. W 1978 roku został na sezon wypożyczony do Watewu Bełosław. W 1979 roku wrócił do Spartaka, który międzyczasie awansował do pierwszej ligi Bułgarii. W 1983 roku spadł ze Spartakiem do drugiej ligi. W sezonie 1984/1985 ponownie grał w bułgarskiej ekstraklasie i strzelając wówczas 26 goli wywalczył tytuł króla strzelców. W Spartaku grał do 1988 roku. W rundzie jesiennej sezonu 1988/1989 występował w CSKA Sofia, które wywalczyło mistrzostwo Bułgarii i zdobyło Puchar Bułgarii.
W 1989 roku Getow przeszedł do portugalskiego klubu Portimonense SC. Na koniec sezonu 1989/1990 spadł z nim z pierwszej do drugiej ligi. W drugiej lidze portugalskiej grał przez rok.
W 1991 roku Getow wrócił do Bułgarii. W sezonie 1991/1992 występował w Etyrze Wielkie Tyrnowo, a w sezonie 1992/1993 - w Lewskim Sofia. W barwach Lewskiego strzelił 26 bramek w 30 meczach i po raz drugi został najlepszym strzelcem bułgarskiej ligi, a Lewski został mistrzem kraju. W latach 1993–1994 grał w FK Szumen, a wiosną 1995 - w Czerno More Warna. Końcowe lata swojej kariery spędził w Spartaku Plewen. Karierę zakończył w 1998 roku.
| Sezon   | Klub                 | Kraj       | Rozgrywki     | Mecze | Bramki |
| ------- | -------------------- | ---------- | ------------- | ----- | ------ |
| 1977/78 | Spartak Plewen       | Bułgaria   | II. liga      | 2     | 0      |
| 1978/79 | Watew Bełosław       | Bułgaria   | II. liga      | ?     | ?      |
| 1979/80 | Spartak Plewen       | Bułgaria   | A PFG         | ?     | ?      |
| 1980/81 | Spartak Plewen       | Bułgaria   | A PFG         | ?     | ?      |
| 1981/82 | Spartak Plewen       | Bułgaria   | A PFG         | ?     | ?      |
| 1982/83 | Spartak Plewen       | Bułgaria   | A PFG         | ?     | ?      |
| 1983/84 | Spartak Plewen       | Bułgaria   | II. liga      | 30    | 23     |
| 1984/85 | Spartak Plewen       | Bułgaria   | A PFG         | ?     | 26     |
| 1985/86 | Spartak Plewen       | Bułgaria   | A PFG         | ?     | ?      |
| 1986/87 | Spartak Plewen       | Bułgaria   | A PFG         | 12    | 8      |
| 1987/88 | Spartak Plewen       | Bułgaria   | A PFG         | 20    | 11     |
| 1988/89 | CSKA Sofia           | Bułgaria   | A PFG         | 11    | 8      |
| 1988/89 | Portimonense SC      | Portugalia | Primeira Liga | 16    | 6      |
| 1989/90 | Portimonense SC      | Portugalia | Primeira Liga | 33    | 15     |
| 1990/91 | Portimonense SC      | Portugalia | Liga de Honra | 22    | 13     |
| 1991/92 | Etyr Wielkie Tyrnowo | Bułgaria   | A PFG         | 23    | 5      |
| 1992/93 | Lewski Sofia         | Bułgaria   | A PFG         | 30    | 26     |
| 1993/94 | FK Szumen            | Bułgaria   | A PFG         | 27    | 18     |
| 1994/95 | FK Szumen            | Bułgaria   | A PFG         | 10    | 2      |
| 1994/95 | Czerno More Warna    | Bułgaria   | II. liga      | 3     | 3      |
| 1995/96 | Spartak Plewen       | Bułgaria   | II. liga      | ?     | ?      |
| 1996/97 | Spartak Plewen       | Bułgaria   | A PFG         | 13    | 5      |
| 1997/98 | Spartak Plewen       | Bułgaria   | A PFG         | 6     | 3      |

## Kariera reprezentacyjna
W reprezentacji Bułgarii Getow zadebiutował 9 marca 1983 roku w zremisowanym  1:1 towarzyskim meczu ze Szwajcarią, w którym zdobył gola. W 1986 roku został powołany przez selekcjonera Iwana Wucowa do kadry na Mistrzostwa Świata 1986. Na tym turnieju rozegrał 4 mecze: z Włochami (1:1), z Koreą Południową (1:1, strzelił w nim gola), z Argentyną (0:2) i w 1/8 finału z Meksykiem (0:2). Od 1983 do 1989 roku rozegrał w kadrze narodowej 26 meczów i strzelił w nich 4 gole.
| Mecze i gole w reprezentacji | Mecze i gole w reprezentacji | Mecze i gole w reprezentacji   | Mecze i gole w reprezentacji | Mecze i gole w reprezentacji | Mecze i gole w reprezentacji | Mecze i gole w reprezentacji |
| #                            | Data                         | Stadion                        | Rywal                        | Wynik                        | Gol                          | Rozgrywki                    |
| 1983                         | 1983                         | 1983                           | 1983                         | 1983                         | 1983                         | 1983                         |
| ---------------------------- | ---------------------------- | ------------------------------ | ---------------------------- | ---------------------------- | ---------------------------- | ---------------------------- |
| 1.                           | 09.03.1983                   | Warna, Bułgaria                | Szwajcaria                   | 1:1                          | 1                            | towarzyski                   |
| 2.                           | 23.03.1983                   | Łódź, Polska                   | Polska                       | 1:3                          | 0                            | towarzyski                   |
| 1984                         |                              |                                |                              |                              |                              |                              |
| 3.                           | 05.12.1984                   | Sofia, Bułgaria                | Luksemburg                   | 4:0                          | 0                            | el. MŚ 1986                  |
| 1985                         |                              |                                |                              |                              |                              |                              |
| 4.                           | 06.02.1985                   | Queretaro, Meksyk              | Polska                       | 2:2                          | 0                            | towarzyski                   |
| 5.                           | 06.04.1985                   | Sofia, Bułgaria                | NRD                          | 1:0                          | 0                            | el. MŚ 1986                  |
| 6.                           | 17.04.1985                   | Augsburg, RFN                  | RFN                          | 1:4                          | 0                            | towarzyski                   |
| 7.                           | 02.05.1985                   | Sofia, Bułgaria                | Francja                      | 2:0                          | 0                            | el. MŚ 1986                  |
| 8.                           | 01.06.1985                   | Sofia, Bułgaria                | Jugosławia                   | 2:1                          | 2                            | el. MŚ 1986                  |
| 9.                           | 27.08.1985                   | Los Angeles, Stany Zjednoczone | Meksyk                       | 1:1                          | 0                            | Los Angeles Nations Cup 1985 |
| 10.                          | 04.09.1985                   | Heerenveen, Holandia           | Holandia                     | 0:1                          | 0                            | towarzyski                   |
| 11.                          | 25.09.1985                   | Luksemburg, Luksemburg         | Luksemburg                   | 3:1                          | 0                            | el. MŚ 1986                  |
| 12.                          | 16.10.1985                   | Saloniki, Grecja               | Grecja                       | 2:0                          | 0                            | towarzyski                   |
| 13.                          | 30.10.1985                   | Pecz, Węgry                    | Węgry                        | 1:3                          | 0                            | towarzyski                   |
| 14.                          | 16.11.1985                   | Karl-Marx-Stadt, NRD           | NRD                          | 1:2                          | 0                            | el. MŚ 1986                  |
| 15.                          | 18.12.1985                   | Walencja, Hiszpania            | Hiszpania                    | 0:2                          | 0                            | towarzyski                   |
| 1986                         |                              |                                |                              |                              |                              |                              |
| 16.                          | 09.02.1986                   | Queretaro, Meksyk              | NRD                          | 1:2                          | 0                            | towarzyski                   |
| 17.                          | 19.02.1986                   | Rabat, Maroko                  | Maroko                       | 0:0                          | 0                            | towarzyski                   |
| 18.                          | 09.04.1986                   | Sofia, Bułgaria                | Dania                        | 3:0                          | 0                            | towarzyski                   |
| 19.                          | 31.05.1986                   | Meksyk, Meksyk                 | Włochy                       | 1:1                          | 0                            | MŚ 1986                      |
| 20.                          | 05.06.1986                   | Meksyk, Meksyk                 | Korea Południowa             | 1:1                          | 1                            | MŚ 1986                      |
| 21.                          | 10.06.1986                   | Meksyk, Meksyk                 | Argentyna                    | 0:2                          | 0                            | MŚ 1986                      |
| 22.                          | 15.06.1986                   | Meksyk, Meksyk                 | Meksyk                       | 0:2                          | 0                            | MŚ 1986                      |
| 1988                         |                              |                                |                              |                              |                              |                              |
| 23.                          | 13.04.1988                   | Burgas, Bułgaria               | NRD                          | 1:1                          | 0                            | towarzyski                   |
| 24.                          | 24.08.1988                   | Białystok, Polska              | Polska                       | 2:3                          | 0                            | towarzyski                   |
| 25.                          | 19.10.1988                   | Sofia, Bułgaria                | Rumunia                      | 1:3                          | 0                            | el. MŚ 1990                  |
| 1989                         |                              |                                |                              |                              |                              |                              |
| 26.                          | 26.04.1989                   | Sofia, Dania                   | Dania                        | 0:2                          | 0                            | el. MŚ 1990                  |